# Родинское
Ро́динское (укр. Ро́динське) — город в Покровской городской общине Покровского района Донецкой области Украины. До 2020 года был подчинён Покровскому, ранее Красноармейскому, городскому совету.

## История
Основан в 1950 году в связи со строительством угольных шахт. В 1962 году ему присвоен статус города.

## Население
За период с 1970 года количество населения сократилось на 40 %.
Количество на начало года.
| Год  | Количество жителей |
| ---- | ------------------ |
| 1959 | 11863              |
| 1964 | 16000              |
| 1970 | 16651              |
| 1979 | 15112              |
| 1989 | 15212              |
| 1992 | 15300              |
| 1994 | 15000              |
| 1998 | 13900              |
| 2002 | 11996              |
| 2003 | 11795              |
| 2004 | 11651              |
| 2005 | 11498              |
| 2006 | 11350              |
| 2007 | 11267              |
| 2008 | 11180              |
| 2009 | 11095              |
| 2010 | 11002              |
| 2011 | 10867              |
| 2012 | 10773              |
| 2013 | 10698              |
| 2014 | 10641              |
| 2015 | 10512              |
| 2016 | 10369              |
| 2017 | 10342              |
| 2018 | 10272              |
| 2019 | 10114              |
| 2020 | 10066              |
| 2021 | 9948               |
| 2025 | 1500               |

### Языковой состав
По данным переписи 2001 года 23,23 % населения города указали украинский язык родным, 75,91 % — русский, 0,86 % — другие языки. Большая часть населения на территории подчиненности Красноармейского городского совета идентифицировали себя, как украинцев (62 158) и только 18 299 — как русских.

## Экономика
Добыча каменного угля (Государственное предприятие «Угольная компания «Краснолиманская»). Ранее функционировала «Шахта имени 50 лет Октябрьской Революции», а также "Шахта «Родинская» Государственного предприятия «Мирноградуголь».

## Достопримечательности
- Дом детского творчества (ул. Шахтёрской Славы).
- Дворец культуры «Шахтёр» (ул. Краснолиманская).
- Общеобразовательные школы № 8, 35, 36.
- Родинская городская больница (ул. Запорожская).
- Городской каток (на территории ФОСКа).
- Физкультурно-оздоровительный спортивный комплекс (ФОСК), ранее находившийся на балансе ш-ты «Родинская», ныне передан в управление городским властям.
- Памятник В. И. Ленину (центральная площадь города) — снесён.
- К 40-летию Шахты «Краснолиманская» был перенесён из посадки ближе к остановке Шахтерская памятник шахтеру и реставрирован (по словам очевидцев и старожилов, делался с натуры начальника участка шахты Родинская — Жебики). Территория вокруг памятника оборудована лавочками и алеей, куда возлагают цветы на профессиональный праздник День Шахтёра — последнее воскресенье августа.
- Стела Погибшим шахтёрам, открыта 20 августа 2013 года.
- Стела 1941—1945 (парк Победы).

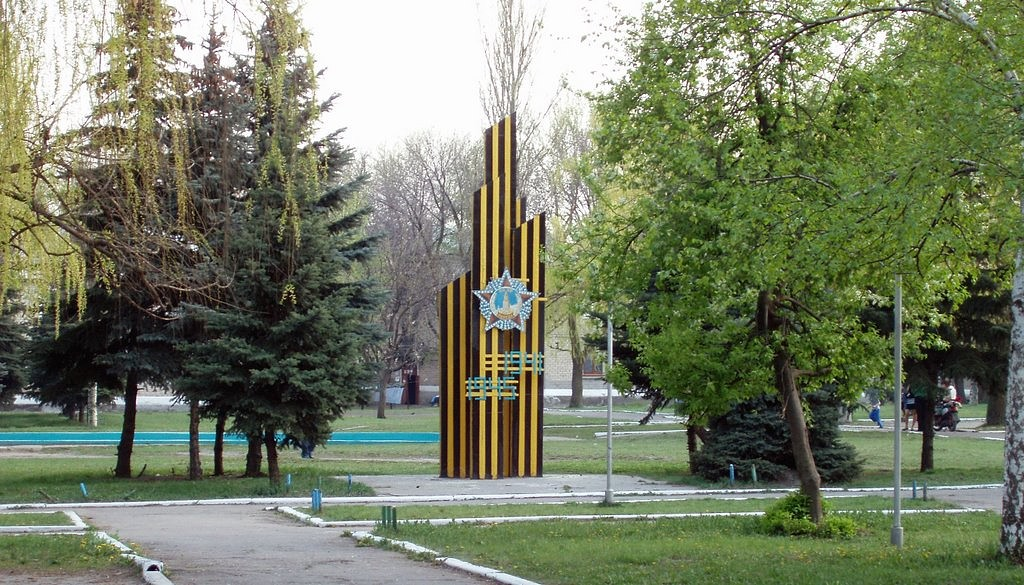

- Стела в центральном сквере, которая символизирует градообразующие предприятия города и славный труд шахтёров.

## Известные уроженцы
- Шайдуллин, Шевкет Нургалиевич[тат.] — российский хозяйственный деятель, начальник Горьковской (2002—2004), Свердловской (2004—2007) и Куйбышевской (2012) железных дорог.

## Религия
В Родинском находится Храм Почаевской иконы Божией Матери Покровского благочиния донецкой епархии украинской православной церкви Московского патриархата.